# Koelpinia
Koelpinia — рід квіткових рослин з родини айстрових. Рід містить 4 види, які ростуть у Північній Африці та Євразії.
В Україні росте Koelpinia linearis.

## Етимологія
Рід названо на честь друга Палласа Олександра Бернхарда Кельпіна (Alexander Bernhard Koelpin, 1739–1801), який був німецьким лікарем і ботаніком, а також директором Ботанічного саду та дендропарку Грайфсвальда з 1765 по 1767 рр.

## Морфологічна характеристика
Це однорічні трави. Стебло одиночне, тонке. Листки вузько-трав'янисті, край суцільний. Синцвіття дифузне. Квіткова голова з невеликою кількістю квіточок. Обгортнка дрібна, циліндрична в час цвітіння, розлога в час плодоношення. Обгорткові листочки в 1 зовнішньому й 1 внутрішньому рядах. Сім'янка стовпчасто-скорпіоноподібна, зазвичай з 5 ребрами, абаксіально та верхівково гачкоподібно остиста. Папус відсутній.

## Види
- Koelpinia linearis Pall.
- Koelpinia macrantha C.Winkl.
- Koelpinia tenuissima Pavlov & Lipsch.
- Koelpinia turanica Vassilcz.